# Kate Nash
Kate Marie Nash (født 6. juli 1987 i London) af en engelsk far og irsk mor og voksede op i Harrow, London NV.
Allerede som barn var hun meget optaget af musik, og hun lærte at spille klaver på Sandbach School. Senere lærte hendes lærer hende også at spille guitar. Kate studerede også teater på BRIT School for Performing Arts and Technology i London, og hun var til audition på Bristol Old Vic Theatre School, men i marts 2006 fik hun afslag, og samme dag faldt hun ned af trapperne og brækkede sin fod. Hun var ude af stand til at kunne gå nogen steder i tre uger, så hendes mor købte hende en elektrisk guitar. Og så brugte hun tiden på at skrive sange. Hun besluttede at spille koncert på en lokal bar i Harrow i april 2006, for at vise sine sange til andre.

## Karriere

### Made of Bricks
Efterfølgende koncerter i London gik godt, og Kate benyttede sig af MySpace. Takket være MySpace fik hun støtte til sin musik, og hun fik endda en manager via MySpace. En af hendes tilhængere på MySpace var Lily Allen. I sin blog havde hun beskrevet Kate som "Den næste store ting".
I februar 2007 udgav Kate sin debutsingle Caroline's A Victim gennem pladeselskabet Moshi Moshi. Hun udgav den som en vinyl med originalversionen af Birds som b-side. Den var begrænset til kun 1.000 eksemplarer, og tiltrak sig en masse opmærksomhed fra musikkanaler i radioen.
En måned senere fik hun en pladekontrakt med Fictin Records, som er en del af Polydor. Derefter fik hun lavet en video til sin næste single Foundations, som var instrueret af Kinga Burza.
Hendes debutalbum, Made of Bricks blev produceret af Paul Epworth, og skulle være blevet udgivet d. 10/9 2007, men på grund af den store efterspørgsel efter albummet, blev udgivelsesdatoen ændret til d. 7/8.
Made of Bricks blev modtaget med meget blandede anmeldelser. The Independent beskrev det som "Værste album i år". Trods kritikken blev albummet nummer 1 på hitlisterne. D. 14/11 2007 gik Made of Bricks platin, og havde passeret 300.000 salgs-mærker. Albummet var 2007s andet bedst sælgende album. Made of Bricks blev udgivet i USA d. 8/1 2008, og debuterede som nummer 36 på Billboard 200 med et salg på 16.000 eksemplarer.
D. 1/10 2007 udkom hendes næste single. Mouthwash, og den blev udgivet gennem Fiction Records. Den blev nummer 25 på singles hitlister. Selvom Mouthwash ikke blev en lige så stor succes som Foundations, fik den alligevel mange positive anmeldelser fra forskellige aviser og hjemmesider.
I et interview med Drowned in Sound fortalte Kate, at teksten til Mouthwash var inspireret af konflikten i Irak. Videoen til Mouthwash blev filmet ved Bristol Hippodrome og er instrueret af Kinga Burza, som også instruerede de to tidligere videoer.
Kates fjerde single, Pumpkin Soup, blev udgivet d. 17/12 2007. Den blev nummer 23 på de britiske hitlister. Videoen til Pumpkin Soup er også instrueret af Kinga Burza.
Hendes næste og sidste single fra Made og Bricks blev Merry Happy. Den blev udgivet d. 24/2, og fik ikke en musikvideo.
19/2 2008 vandt Kate Brit Award for "Bedste engelske kvinde", og slog blandet andet Leona Lewis og Bat For Lashes. Hun beskrev det at vinde prisen som "virkelig fantastisk" og hun sagde at hun var "virkelig glad og begejstret" i et senere interview med Radio One.
I februar 2008 var hun også nomineret til NME Award i februar 2008. Hun vandt "Bedste Solo Artist", og vandt over Amy Winehouse og Jack Penate. Hun var virkelig overrasket, og i februar 2008 vandt hun også "Bedste Internationale Indie/Alternativ Solo Artist" ved NME Awards i USA.

## Diskografi

### Albums
- 2007: Made of Bricks
- 2010: My Best Friend Is You

### Singler
- 2007: "Caroline's A Victim"
- 2007: "Foundations"
- 2007: "Mouthwash"
- 2007: "Pumpkin Soup"
- 2008: "Merry Happy"
- 2010: "Do-Wah-Doo"
- 2010: "Kiss That Grrrl"
- 2010: "Later On"

### B-sider
- Stitching Leggings
- Navy Taxi
- Old Dances
- Habanera
- Don't You Want to Share the Guilt?
- Model Behaviour
- Take 'Em Back
- The Lion The Devil And The Spider
- Dirt
- Pistachio Nut
- R 'n B side
- Grrrilla Munch
- Song for Corrado

### DVD'er
- 2010: I Wanna Be A Frozen Pea